# سیارک ۴۳۷۹۳
سیارک ۴۳۷۹۳ (به انگلیسی: 43793 Mackey، نامگذاری:1990VK7)چهل و سه هزار و هفتصد و نود و سومین سیارک کشف شده‌است که در ۱۳ نوامبر ۱۹۹۰ کشف شد.